# Cztery podstawowe zasady
Cztery podstawowe zasady – hasło sformułowane w 1979 roku przez Deng Xiaopinga, określające fundamenty ustroju politycznego ChRL
Są to:
- droga socjalizmu
- dyktatura proletariatu
- przewodnia rola KPCh
- marksizm-leninizm-maoizm

Cztery podstawowe zasady wraz z czterema modernizacjami legły u podstaw doktryny dengizmu. Zapewniały partii komunistycznej dotychczasowy monopol na władzę, wykluczając jakiekolwiek plany reform systemu politycznego panującego w Chinach.